# 더 그레이티스트 러브
《더 그레이티스트 러브》(영어: The Greatest Love)는 2016년 방영된 필리핀의 드라마이다. 다도 C. 루미바오, 제프리 R. 제투리안, 머빈 브론디얼이 감독하고 실비아 산체스, 노니 부엔카미노, 안디 아이겐만, 딤플스 로마나, 아론 빌라플로르, 맷 에반스, 조슈아 가르시아, 루비 루이즈가 주연을 맡은 2016년 필리핀 가족 멜로드라마 TV 시리즈이다. 이 시리즈는 2016년 9월 5일부터 2017년 4월 21일까지 초연되었으며 투빅 앗 랑이스를 대체하여 필리핀 채널에서 전 세계적으로 방영되었으며 길 잃은 마음으로 대체되었다.
이 프로그램은 ABS-CBN에서 방영된 파시온 데 가빌라네스의 필리핀 버전인 파시온 데 아모르의 주연 중 하나였던 엘렌 아다나와 이제이 팔콘의 재회를 기념한다.